# لاغوناس بيرديس (مجموعة بحيرات)
بحيرات لاغوناس بيرديس (بالإسبانية: Lagunas Verdes) هي مجموعة بحيرات صغيرة تقع في الجنوب الغربي من بركان تشيليس في مقاطعة كارتشي في شمال الإكوادور.

## النشأة
نشأت نتيجة للينابيع الداخلية ومنحدرات بركان تشيليس.

## سبب التسمية
وتعني التسمية «البحيرات الخضراء» بسبب اللون الأخضر الزمردي لمياههم بسبب وجود نسبة عالية من الكبريت بشكل خاص.